# National Rugby League
La National Rugby League (NRL) és la competició més important de rugbi lliga d'Australàsia. També s'anomena Telstra Premiership per patrocini.
La disputen 16 equips, 15 australians i un neozelandès. La competició es disputa des de 1908, sota diverses denominacions. L'actual NRL es creà l'any 1998 després del cisma provocat per l'anomenada "guerra de la Super Lliga australiana". El campió disputa la World Club Challenge amb el campió de la Superlliga europea de rugbi a 13.

## Equips
Des de la NRL és formada per deu equips de Nova Gal·les del Sud, tres de Queensland, un de Victòria, un del Territori de la Capital Australiana i un de Nova Zelanda. La lliga es disputa en un grup únic, sense divisions o conferències i sense ascensos i descensos.
| Club                          | Localització           | 1a temporada |
| ----------------------------- | ---------------------- | ------------ |
| Brisbane Broncos              | Brisbane, QLD          | 1988         |
| Canberra Raiders              | Canberra, ACT          | 1982         |
| Canterbury-Bankstown Bulldogs | Sydney, NSW            | 1935         |
| Cronulla-Sutherland Sharks    | Sydney, NSW            | 1967         |
| Dolphins                      | Brisbane, QLD          | 2023         |
| Gold Coast Titans             | Gold Coast, QLD        | 2007         |
| Manly Warringah Sea Eagles    | Sydney, NSW            | 1947         |
| Melbourne Storm               | Melbourne, VIC         | 1998         |
| New Zealand Warriors          | Auckland, NZ           | 1995         |
| Newcastle Knights             | Newcastle, NSW         | 1988         |
| North Queensland Cowboys      | Townsville, QLD        | 1995         |
| Parramatta Eels               | Sydney, NSW            | 1947         |
| Penrith Panthers              | Penrith, NSW           | 1967         |
| St. George Illawarra Dragons  | Sydney/Wollongong, NSW | 1999         |
| South Sydney Rabbitohs        | Sydney, NSW            | 1908         |
| Sydney Roosters               | Sydney, NSW            | 1908         |
| Wests Tigers                  | Sydney, NSW            | 2000         |

## Història

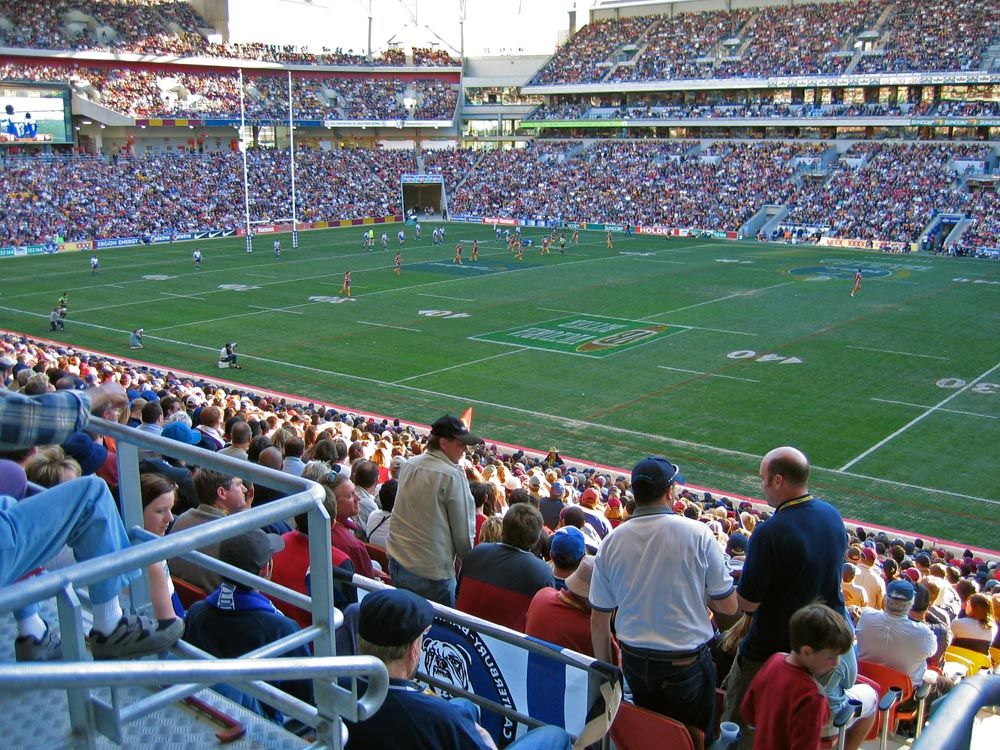
2004: Partit entre Brisbane Broncos i Bulldogs

Nova Gal·les del Sud ha estat l'estat australià on el rugbi XIII ha estat més tradicional. L'any 1908 es creà la New South Wales Rugby League, la principal lliga del país i origen de l'actual NRL. Aquesta lliga es disputà fins a l'any 1994. A començaments dels vuitanta es començaren a produir canvis com foren el patrocini comercial de la competició (que s'anomenà Winfield Cup entre 1982 i 1995), però sobretot l'admissió de diversos clubs de fora de la ciutat de Sydney. Els primers foren Canberra i Illawarra el 1982.
L'any 1988 es produí una nova ampliació amb tres nous clubs de fora de Sydney, Newcastle Knights, i dos clubs de Queensland, Brisbane Broncos i Gold Coast-Tweed Giants. La competició començava a esdevenir, conseqüentment una competició veritablement nacional. Així, l'any 1995 nasqué l'Australian Rugby League (ARL), qui convidà més clubs de fora de l'estat original a participar en la competició.
La nova lliga va atraure l'interès dels mitjans de comunicació i dels patrocinadors, però l'any 1997 es produí una guerra pels drets televisius que comportaren una escissió i la creació d'una nova competició anomenada Super Lliga. Aquesta temporada, per tant, es disputaren dos campionats. La nova situació no fou, però, satisfactòria i la temporada següent es produí la renunciació amb la creació d'un nou organisme, la National Rugby League, l'actual competició.

## Historial
| Temporada | Gran Final                 | Gran Final | Gran Final                   | Minor Premiers                 |
| Temporada | Campió                     | Marcador   | Finalista                    | Minor Premiers                 |
| --------- | -------------------------- | ---------- | ---------------------------- | ------------------------------ |
| 1998      | Brisbane Broncos           | 38-12      | Canterbury Bulldogs          | Brisbane Broncos (=37 pts)     |
| 1999      | Melbourne Storm            | 20-18      | St. George Illawarra Dragons | Cronulla-Suth. Sharks (40 pts) |
| 2000      | Brisbane Broncos           | 14-6       | Sydney Roosters              | Brisbane Broncos (38 pts)      |
| 2001      | Newcastle Knights          | 30-24      | Parramatta Eels              | Parramatta Eels (42 pts)       |
| 2002      | Sydney Roosters            | 30-8       | New Zealand Warriors         | New Zealand Warriors (=38 pts) |
| 2003      | Penrith Panthers           | 18-6       | Sydney Roosters              | Penrith Panthers (40 pts)      |
| 2004      | Bulldogs                   | 16-13      | Sydney Roosters              | Sydney Roosters (=42 pts)      |
| 2005      | Wests Tigers               | 30-16      | North Queensland Cowboys     | Parramatta Eels (=36 pts)      |
| 2006      | Brisbane Broncos           | 15-8       | Melbourne Storm              | Melbourne Storm (44 pts)       |
| 2007      | Melbourne Storm            | 34-8       | Manly-Warringah Sea Eagles   | Melbourne Storm (44 pts)       |
| 2008      | Manly-Warringah Sea Eagles | 40-0       | Melbourne Storm              | Melbourne Storm (=38 pts)      |